# Іванівка (Чорнобильський район)
Іванівка (до поч. ХХ ст. Янівка) — колишнє село в Іванківському районі Київської області, яке зникле після  аварії на Чорнобильській АЕС. Розташоване за 2 км від колишнього райцентру — м. Чорнобиль та за 20 км від ЧАЕС. Знаходиться біля місця впадіння р. Уж у р. Прип'ять.
Час виникнення села не встановлений.
У 1887 році у селі проживало 200 мешканців.
У 1900 році у власницькому селі (належало Сергію Челищеву) проживало 195 мешканців. Мешканці займалися землеробством. У селі була школа грамоти.
Село підпорядковувалося Чорнобильській волості.
У радянський час село підпорядковувалося Заліській сільській раді. До 1986 року входило до складу Чорнобильського району.
Напередодні аварії на ЧАЕС у селі мешкало 102 мешканці, було 59 дворів. Мешканці села після аварії на ЧАЕС були відселені у село Нове Залісся Бородянського району. Виселене внаслідок сильного радіоактивного забруднення. Після Чорнобильської катастрофи село увійшло до 30-кілометрової зони відчуження.
Село офіційно зняте з обліку 1999 року за відсутністю жителів.
З кінця лютого до 1 квітня 2022 року село було окуповане російськими військами.